# Тюне (коммуна)
Тюне (нем. Thuine) — община в Германии, в земле Нижняя Саксония.
Входит в состав района Эмсланд. Подчиняется управлению Фререн. Население составляет 1934 человека (на 31 декабря 2010 года). Занимает площадь 12,47 км².

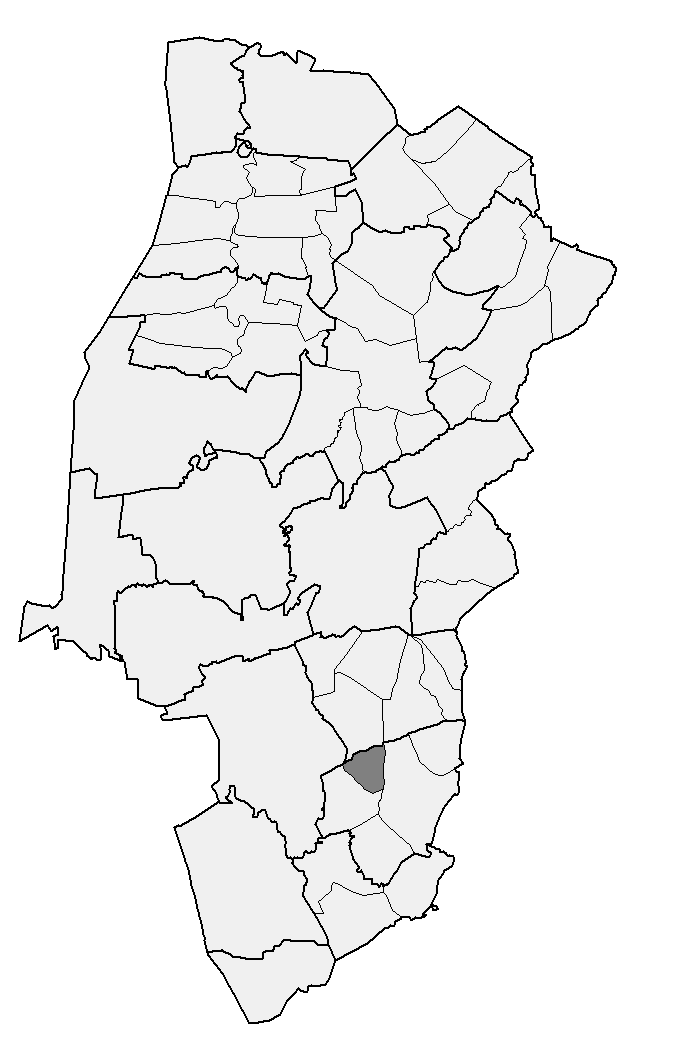
Тюне